# Естер Мартін Бергсмарк
Есте́р Ма́ртін Бе́ргсмарк (швед. Ester Martin Bergsmark; при народженні: Ма́ртін Свен Бе́ргсмарк (швед. Martin Sven Bergsmark); нар. 29 грудня 1982, Стокгольм, Швеція) — шведський кінорежисер, сценарист і оператор.

## Біографія
Мартін Свен Бергсмарк народився 29 грудня 1982 року в Стокгольмі, Швеція. Вивчав документалістику в Biskops Arno Nordens Folkhögskola і пройшов підготовку в Шведському університетському коледжі мистецтв ремесел і дизайну. У 2006 році разом з режисером Марком Хаммарбергом поставив короткометражний фільм «Ковток» (швед. Svälj) та у 2008-му документальну стрічку «Меггі в країні чудес» (швед. Maggie vaknar på balkongen), за яку отримав кілька престижних кінонагород, зокрема шведську національну кінопремію Золотий жук у номінації за найкращий документальний фільм.
У 2009 році Бергсмарк разом з іншими режисерами і художниками взяв участь у феміністському проекті  короткометражних фільмів для збірки під назвою «Брудні щоденники». Збірка була створена з метою переосмислення порнографію і складається з 12 короткометражок, до якої ввійшов епізод Бергсмарка «Кекс». У тому ж році, після змін у шведському законодавстві, що розширюють права трансгендерних людей, Бергсмарк отримав законне право змінити своє ім'я на Естер.
У співпраці з Елі Левен Бергсмарк поставив фільм «Хлопчики-дівчатка» (швед. Pojktanten) прем'єра якого відбулася в лютому 2012 року на Гетеборзькому кінофестивалі. У 2014 році Бергсмарк і Левен переїхали до Берліна, де поставили стрічку «Усе ламається». Фільм відкривав Гетеборзький кінофестиваль 2014 року і змагався за здобуття Призу «Дракон» як найкращий скандинавський фільм.
У 2014 році Естер Мартін Бергсмарк отримав грант Мая Зеттерлінга, який надається режисерам, що працюють над короткометражними  або документальними фільмами. Грант було йому вручено на Гетеборзькому кінофестивалі 24 січня того ж року.
У 2016 році Естер Мартін Бергсмарк очолив журі конкурсної програми ЛГБТ-фільмів Сонячний зайчик на 46-му Київському міжнародному кінофестивалі «Молодість».

## Особисте життя
Вважає себе транслюдиною.

## Фільмографія
| Рік  |      | Назва українською                  | Оригінальна назва              | Режисер | Сценарист | Оператор |
| ---- | ---- | ---------------------------------- | ------------------------------ | ------- | --------- | -------- |
| 2008 | док. | Меггі в країні чудес               | Maggie vaknar på balkongen     | Так     | Так       | Так      |
| 2009 |      | Брудні щоденники                   | Dirty Diaries                  | Так     |           |          |
| 2012 | док. | Хлопчики-дівчатка                  | Pojktanten                     | Так     | Так       | Так      |
| 2014 |      | Усе ламається                      | Nånting måste gå sönder        | Так     | Так       |          |
| 2017 |      | Солодощі, кішки і трохи насильства | Smågodis, katter och lite våld | Так     | Так       |          |

## Визнання
| Нагороди та номінації Естер Мартіна Бергсмарка       | Нагороди та номінації Естер Мартіна Бергсмарка             | Нагороди та номінації Естер Мартіна Бергсмарка | Нагороди та номінації Естер Мартіна Бергсмарка |
| Рік                                                  | Категорія                                                  | Фільм                                          | Результат                                      |
| ---------------------------------------------------- | ---------------------------------------------------------- | ---------------------------------------------- | ---------------------------------------------- |
| Премія Золотий жук                                   |                                                            |                                                |                                                |
| 2009                                                 | Найкращий документальний фільм                             | Меггі в країні чудес                           | Перемога                                       |
| 1900                                                 | Найкращий документальний фільм                             | Хлопчики-дівчатка                              | Номінація                                      |
| 2015                                                 | Найкращий сценарій                                         | Усе ламається                                  | Номінація                                      |
| Гетеборзький кінофестиваль                           |                                                            |                                                |                                                |
| 2012                                                 | Приз Дракон за найкращий скандинавський фільм              | Хлопчики-дівчатка                              | Номінація                                      |
| 2012                                                 | Спеціальна згадка — Скандинавський фільм                   | Хлопчики-дівчатка                              | Перемога                                       |
| 2012                                                 | Приз Скандинавський погляд                                 | Хлопчики-дівчатка                              | Перемога                                       |
| 2012                                                 | Приз глядацьких симпатій за найкращий скандинавський фільм | Хлопчики-дівчатка                              | Перемога                                       |
| 2014                                                 | Приз Дракон за найкращий скандинавський фільм              | Усе ламається                                  | Номінація                                      |
| 2014                                                 | Грант Мая Зеттерлінга                                      | Усе ламається                                  | Перемога                                       |
| Camerimage                                           |                                                            |                                                |                                                |
| 2012                                                 | Золота жаба                                                | Хлопчики-дівчатка                              | Номінація                                      |
| 2012                                                 | Спеціальна згадка                                          | Хлопчики-дівчатка                              | Перемога                                       |
| 2014                                                 | Найкращий режисерський дебют                               | Усе ламається                                  | Номінація                                      |
| Міжнародний кінофестиваль у Чикаго                   |                                                            |                                                |                                                |
| 2014                                                 | Срібний Г'юго за найкращий художній фільм                  | Усе ламається                                  | Перемога                                       |
| Лісабонський міжнародний кінофестиваль квір-кіно     |                                                            |                                                |                                                |
| 2014                                                 | Приз журі за найкращий художній фільм                      | Усе ламається                                  | Перемога                                       |
| 44-й Київський міжнародний кінофестиваль «Молодість» |                                                            |                                                |                                                |
| 2014                                                 | Приз Сонячний зайчик                                       | Усе ламається                                  | Перемога                                       |
| Роттердамський міжнародний кінофестиваль             |                                                            |                                                |                                                |
| 2014                                                 | Приз Тигр                                                  | Усе ламається                                  | Перемога                                       |
| Європейський кінофестиваль в Севільї                 |                                                            |                                                |                                                |
| 2014                                                 | Приз Ocaña                                                 | Усе ламається                                  | Перемога                                       |